# John Manners (7. książę Rutland)
John James Robert Manners, 7. książę Rutland KG, GCB (ur. 13 grudnia 1818 w Belvoir Castle, zm. 4 sierpnia 1906 tamże) – brytyjski arystokrata i polityk, członek Partii Konserwatywnej, minister w rządach lorda Derby’ego, lorda Beaconsfielda i lorda Salisbury’ego. Przed 1888 r. znany jako lord John Manners.

## Życiorys
Był młodszym synem Johna Mannersa, 5. księcia Rutland, i lady Elizabeth Howard, córki 5. hrabiego Carlisle. Jego starszym bratem był Charles Manners, 6. książę Rutland. Odebrał wykształcenie w Eton College oraz w Trinity College na Uniwersytecie Cambridge . W latach 1841–1847 był deputowanym do Izby Gmin z okręgu Newark. Następnie reprezentował okręgi Colchester (1850–1857), North Leicestershire (1857–1885) i Melton (1885–1888).
Trzykrotnie był pierwszym komisarzem ds. prac publicznych – w 1852 r. oraz w latach 1858–1859 i 1866–1868. W latach 1874–1880 i 1885–1886 był poczmistrzem generalnym. W 1880 r. otrzymał Krzyż Wielki Orderu Łaźni. W latach 1886–1892 był Kanclerzem Księstwa Lancaster. Po śmierci brata w 1888 r. odziedziczył tytuł 7. księcia Rutland i zasiadł w Izbie Lordów. W 1891 r. został kawalerem Orderu Podwiązki. W 1896 r. został kreowany baronem Roos of Belvoir.

## Życie prywatne
10 czerwca 1851 r. poślubił Catherine Marley (zm. 7 kwietnia 1854), córkę pułkownika George’a Marleya. Mieli razem jednego syna:
- Henry John Brinsley Manners (16 kwietnia 1852 – 8 maja 1925), 8. książę Rutland

15 maja 1862 r. poślubił Janettę Hughan (1837 – 11 lipca 1899), córkę Thomasa Hughana i lady Louisy Beauclerk, córki 8. księcia St Albans. John i Janetta mieli razem trzech synów i córkę:
- Edward William John Manners (5 sierpnia 1864 – 26 lutego 1903)
- Cecil Reginald John Manners (4 lutego 1868 – 8 września 1945)
- Robert William Orlando Manners (4 lutego 1870 – 11 września 1917), zginął podczas I wojny światowej, ożenił się z Mildred Buckworth, miał dzieci
- Elizabeth Emily Manners (6 lutego 1878 – 22 lipca 1924), żona lorda George’a Williama Montagu-Douglasa-Scotta, miała dzieci

Zmarł w 1906 r. Tytuły parowskie odziedziczył jego najstarszy syn.